# Linden (Texas)
Linden é uma cidade localizada no estado norte-americano do Texas, no Condado de Cass.

## Demografia
Segundo o censo norte-americano de 2000, a sua população era de 2256 habitantes.
Em 2006, foi estimada uma população de 2190, um decréscimo de 66 (-2.9%).

## Geografia
De acordo com o United States Census Bureau tem uma área de
9,1 km², dos quais 9,1 km² cobertos por terra e 0,0 km² cobertos por água. Linden localiza-se a aproximadamente 92 m acima do nível do mar.

## Localidades na vizinhança
O diagrama seguinte representa as localidades num raio de 28 km ao redor de Linden.